# Haplocytheridea palda
Haplocytheridea palda är en kräftdjursart som beskrevs av Benson 1959. Haplocytheridea palda ingår i släktet Haplocytheridea och familjen Cytherideidae. Inga underarter finns listade i Catalogue of Life.